# MGMT
Az MGMT (IPA: /ɛm-dʒi-ɛm-tiː/) indie rockot, szintipopot és pszichedelikus rockot játszó amerikai rockegyüttes. Két tagja Andrew VanWyngarden és Ben Goldwasser. 2002-ben alakultak meg a Connecticut állambeli Middletownban, "The Management" néven, azonban nem sokkal a megalapítás után az együttes megváltoztatta a nevét. Két demót is megjelentettek, "The Management" elnevezéssel. A demók után vették fel az MGMT nevet. Lemezeiket a Cantora Records, Columbia Records, RED Records kiadók jelentetik meg. 

## A név kiejtése
Amerikában már több vita is született arról, hogyan kell pontosan kiejteni a zenekar nevét. Egyesek angolul betűzve, "em-dzsí-em-tí"-nek ejtették, míg mások "menedzsment"-nek. A Columbia Records emberei és az együttes tagjai is elmondták, hogy külön, betűzve kell kimondani a nevet.

## Tagok
- Andrew VanWyngarden - ének, gitár, basszusgitár, dobok, ütős hangszerek (2004-)
- Ben Goldwasser - ének, billentyűk, gitár, ütős hangszerek (2004-)

További tagok: Will Berman, Matt Asti, James Richardson, Hank Sullivant, Simon O'Connor.

## Diszkográfia
- Oracular Spectacular (2007)
- Congratulations (2010)
- MGMT (2013)
- Little Dark Age (2018)
- Loss of Life (2024)

## Egyéb kiadványok

### Válogatáslemezek
- Late Night Tales: MGMT (2011)

### EP-k
- Time to Pretend (2005)
- Qu'est-ce que c'est la vie, chaton? (2010)
- We Hear of Love, of Youth, and of Disillusionment (2011)
- Congratulations Remixes (2011)